# Hans Rudolph Juel
Hans Rudolph Juel (døbt 13. august 1773 i København, død 17. marts 1857 på Hverringe) var en dansk godsejer og officer, far til Hans Juel.
Han var søn af Gregers Christian Juel og Amalie Christiane Raben og arvede 1779 Stamhuset Hverringe og 1847 Stamhuset Juelsberg. Han var kammerherre.
Juels militære karriere bestod i to års tjeneste ved Livgarden til Hest, og han stod formelt i tjenesten indtil sin afsked som oberst i 1842. 19. maj 1809 var Juel anfører for et jægerkorps, som fordrev englænderne fra Romsø, som hørte under Hverringe. Der blev taget ca. 100 engelske fanger, som blev overført til Kerteminde, og Juel fik samme år Ridderkorset. Juels rapport til kongen lyder således:
| Citat | Rapport: Efter Deres Højvelbaarenheds Ordre indskibede jeg mig i Aftes på Kanoneerbaadene under Her Capitain von Schønheyder for at afgaa til Øen Romsø, med 30 mand af Sjællandske Jægerkorps under Hrr Premierløjtnant v. Linde, 24 Mand af Jægercompagniet, Kongens Regiment, Hrr Capitain v. Dass, og 22 Mand fynske ridende Jægerkorps.- Vi ankom til Øen omtrent Kl. 2, hvor vi udskibedes; og blev der af Hrr Capitain v. Schønheyder endnu medgivet 100 Matroser under D'Hrr Lieutnanter von Grodtschilling og v. Cederfeldt.- Øen blev straks, formedelst den paa flere Steder antændte Ild recognosceret med den nødvendige Forsigtighed, og da intet befandt sig der, hverken af Mennesker eller Kreaturer, bleve Tropperne samlede i Baghold i Skoven, og de fornødne Poster udstillede.- I dag Morges kl. 6 udgik den første Barkasse fra Rangskibet (engelsk), og efter denne 3de Chalupper, som alle holdte ind på Øen; det sig i disse befindende Mandskab kunde omtrent være 150 til 170 Mand. Jeg lod dem uforstyrret gaa iland, og da jeg omtrent kunde formode, at de vare saa højt oppe, at de kunde afskjæres, hvilket ej formedelst en Pynt af Skoven med Vished kunde sees, lod jeg den højre Flanke trække sig under Stranden, for om muligt at bemestre sig Fartøjerne, medens Fjenden af det øvrige Mandskab blev angreben.- Det lykkedes os at gøre 93 Fanger, hvoriblandt 1 Officer og 2 Masters; af Fartøjerne vare vi derimod ikke saa heldige, i hvormegen Anstengelse og Raskhed der ved udvistes af D Hrr Lieutnanter von Cederfeldt og v. Linde, der kommanderede på høire Fløj, at erobre noget, da Fjenden ved Ankomsten strax satte Baadene fra Landet, hvilket de formedelst lavt Vande ej havde kunnet lægge tæt op til. Folkene paa det ene Fartøi bleve nedskudte paa 2 Mand nær og kan Fjendens Tab af Døde og Saarede bestemt anslas til 20 Mand, hvorimod fra vores Side Ingen mistedes eller saaredes.- Da saaledes den overblevne rest af Fjenden var flygtet tilbage til Skibene, bleve de gjorte Fanger førte tilbage afsides paa Øen for, om et fornyet Angreb skulde ske, hvilket formodedes, og hvilket paafulgte med 3 Barkasser, 4 Travailleslupper og 3 mindre Baade, ialt 10 stærkt bemandede og bevæbnede Fartøier, der ankom under megen Hurra og Fryderaab, samt en vedholdende kardæskild.- Jeg lod strax trække en Kjede langs Kysten, om Fjenden atter muligt skulde have forsøgt at lande, men de holdt ej ind under vore riffelskud, og der skeede der for fra vores Side ikkun enkelte Skud.- Under denne Aktion, som omtrent varede en Time, og ved hvilken en Mand af Kongens Regiments Jægercompagni blev let blesseret af en Kugle i Laaret, ankom Hrr Capitain v. Schønheyder med Kanoneerbaadene, ved hvis komme de fientlige Fatøier fortrak og jeg efter Hrr Capitain v. Schønheyders Befaling igjen udskibede mig på Kanoneerbaadene. Jeg tør tilføje, at alt Mandskabet viste uendelig megen Koldblodighed, forenet med Lyst og Raskhed til at slaas.- Hverringe d 19 Maj 1809. H. R. Iuel | Citat |
|       | |       |

13. april 1792 ægtede han i Rynkeby Kirke Maren Berg (28. juli 1769 på Skovsbo - 8. april 1850 på Falkensteen, Norge), datter af justitsråd Hans Mogensen Berg til Skovsbo og Olave Marie født Lange. 9. juni 1814 blev de separeret.
Han er begravet i Viby Kirke i et gravkapel, som han lod opføre 1819.